# Schloss Altenmuhr

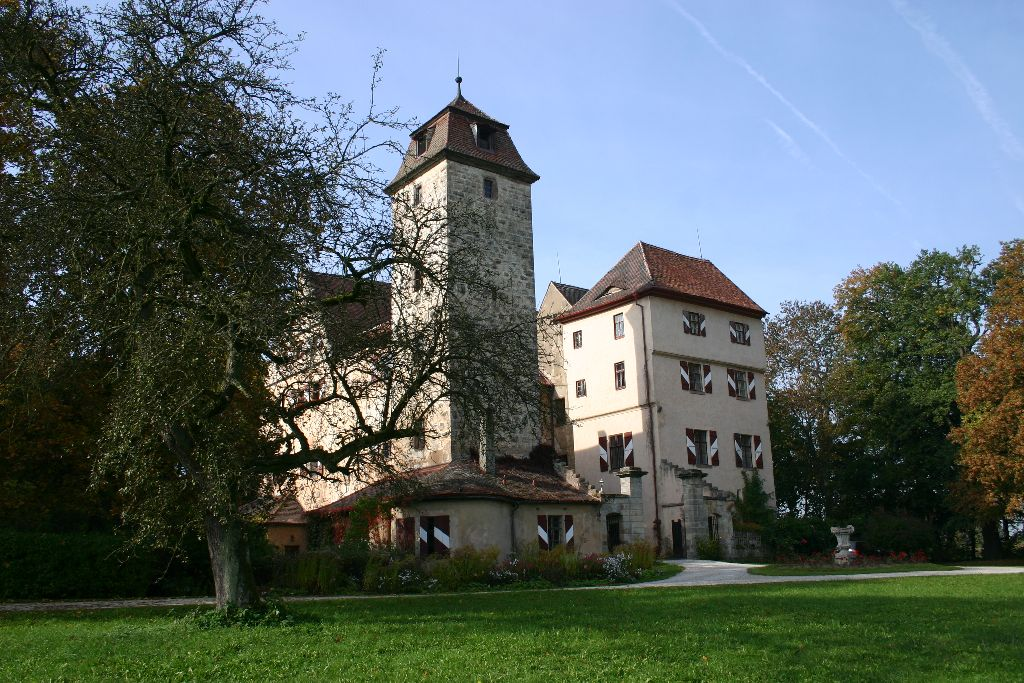
Das Schloss Altenmuhr (Bild aufgenommen im Oktober 2016)

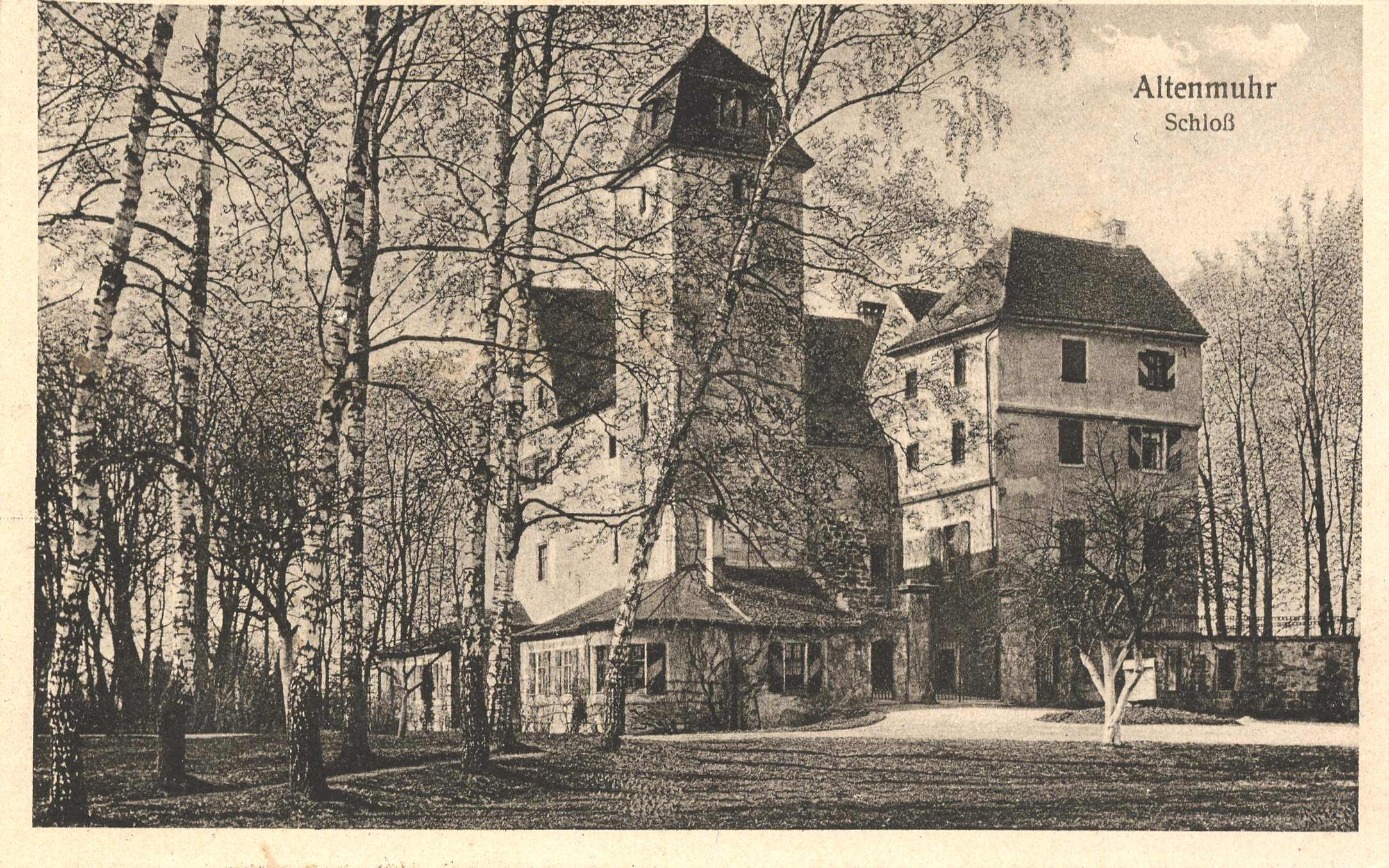
Das Schloss auf einer Postkarte, um 1900.

Das Schloss Altenmuhr ist ein Wasserschloss aus dem 12. Jahrhundert im Dorf Altenmuhr, das seit 1976 mit Neuenmuhr die Einheitsgemeinde Muhr am See bildet. Das Schloss gilt als einer der ältesten und interessantesten Burgenbauten des oberen Altmühltals, unter anderem weil es 1781 in Schillers Die Räuber verewigt wurde und einer der Drehorte des Films Der Räuber Hotzenplotz war. Das Schloss mit der postalischen Adresse Schloßstraße 16 ist unter der Denkmalnummer D-5-77-114-27 als Baudenkmal in die Bayerische Denkmalliste eingetragen.

## Lage
Das Schloss steht östlich der Altmühl am Rande des Ortes nördlich des Altenmuhrer Altorts an der Schloßstraße auf einer Höhe von 416 m ü. NHN. Das Wasserschloss ist von einem kleinen Graben umgeben.

## Geschichte
Einigen Legenden nach wurde das Schloss im 10. Jahrhundert während der Ungarneinfälle erbaut. In Wirklichkeit wurde das Schloss Altenmuhr im 12. Jahrhundert von den Herren von Muhr, Ministeriale der Eichstätter Bischöfe, errichtet. 1169 wird ein Hartwich de Mure urkundlich erwähnt. Eine erste umfassende Beschreibung des Altenmuhrer Schlosses findet sich im Salbuch von 1551. Im 14. Jahrhundert erwarben die Herren von Lentersheim das Schloss. Nach deren Aussterben kamen die Dörfer Alten- und Neuenmuhr samt Schlösser an das Fürstentum Ansbach. Nachdem Ansbach an Preußen gefallen war, übereignete 1799 Friedrich Wilhelm III. von Preußen das Schloss dem Minister Karl August von Hardenberg. Im 16., 17. und 19. Jahrhundert wurde das Schloss mehrfach umgebaut. Es ging 1837 in den Besitz von Wilhelm von Le Suire über. Bis heute befindet sich das Gebäude samt Schlossanlage im Privatbesitz der Familie Le Suire.

## Baubeschreibung und Schlossanlage
Das ursprüngliche Wasserschloss ist als quadratische Zwingeranlage mit vier runden Ecktürmen konzipiert worden. Im 19. Jahrhundert wurden die Zwingermauern und der Wassergraben beseitigt, sodass nur noch der Hauptbau aus dem frühen 17. Jahrhundert zu sehen ist. Der ebenfalls noch erhaltene, fünfgeschossige Bergfried in Südwestlage hat eine Höhe von 20 und eine Mauerstärke von ca. 1,6 Metern. Der dreigeschossige Westbau mit Volutengiebel birgt im zweiten Obergeschoss reiche Stuckdecken des Nürnbergers Hans Kuhn aus dem frühen 17. Jahrhundert. Im viergeschossigen, fast turmartigen Ostflügel aus dem 14. oder 15. Jahrhundert hat sich in einem Saal, der 2006 zuletzt renoviert wurde, eine kostbare Grisailletapete aus der Zeit um 1810/20 erhalten.
Südlich des eigentlichen Schlosses befinden sich die unter Denkmalschutz stehende ehemalige Schlossbrauerei mit Krüppelwalmdach aus dem frühen 18. Jahrhundert und einige Scheunen- und Stallbauten mit Fachwerk. Aus dem 19. Jahrhundert stammt der Gartenpavillon im Schlosspark, der im späten 18. Jahrhundert angelegt wurde. Obwohl der Wassergraben im 19. Jahrhundert eingeebnet wurde, blieb eine Brücke aus dem 18. Jahrhundert erhalten.